# Collegio di Christchurch
Christchurch è un collegio elettorale inglese situato nel Dorset e rappresentato alla camera dei Comuni del parlamento del Regno Unito. Elegge un membro del parlamento con il sistema maggioritario a turno unico; l'attuale parlamentare è Christopher Chope del Partito Conservatore, che rappresenta il collegio dal 1997.

## Estensione

Christchurch dal 2010 al 2024

- 1983–1997: il Borough di Christchurch e i ward del distretto di Wimborne di Ameysford, Ferndown Central, Golf Links, Longham, St Leonards and St Ives East, St Leonards and St Ives South, St Leonards and St Ives West, Stapehill, Tricketts Cross, Verwood, West Moors North, West Moor South e West Parley.
- 1997–2010: il Borough di Christchurch e i ward del distretto di East Dorset di Ameysford, Ferndown Central, Golf Links, St Leonards and St Ives East, St Leonards and St Ives South, St Leonards and St Ives West, Tricketts Cross, Verwood, West Moors North, West Moors South e West Parley.
- 2010–2024: il Borough di Christchurch e i ward del distretto di East Dorset di Ameysford, Ferndown Central, Ferndown Links, Longham, Parley, St Leonards and St Ives East, St Leonards and St Ives West, Stapehill e West Moors.
- dal 2024: i ward del distretto di Bournemouth, Christchurch and Poole di Burton and Grange, Christchurch Town, Commons, Highcliffe and Walkford, Mudeford e Stanpit and West Highcliffe; e i ward del Dorset di Ferndown North, Ferndown South, St. Leonards and St. Ives, West Moors and Three Legged Cross e West Parley.[1]

## Membri del parlamento dal 1832
| Elezione | Elezione            | Deputato              | Partito             |
| -------- | ------------------- | --------------------- | ------------------- |
|          | 1832                | George Tapps-Gervis   | Conservatore        |
| 1837     | George Henry Rose   |                       | Conservatore        |
| 1844 (S) | Edward Harris       |                       | Conservatore        |
| 1852     | John Edward Walcott |                       | Conservatore        |
|          | 1868                | Edmund Haviland-Burke | Liberale            |
|          | 1874                | Henry Drummond Wolff  | Conservatore        |
|          | 1880                | Horace Davey          | Liberale            |
|          | 1885                | Charles Young         | Conservatore        |
| 1892     | Abel Henry Smith    |                       | Conservatore        |
| 1900     | Kenneth Balfour     |                       | Conservatore        |
|          | 1906                | Arthur Acland Allen   | Liberale            |
|          | Gen 1910            | Henry Page Croft      | Conservatore        |
|          | 1917                | Henry Page Croft      | Nazionale           |
|          | 1918                | Collegio abolito      | Collegio abolito    |
|          | 1983                | Collegio ri-creato    | Collegio ri-creato  |
|          | 1983                | Robert Adley          | Conservatore        |
|          | 1993 (S)            | Diana Maddock         | Liberal Democratici |
|          | 1997                | Christopher Chope     | Conservatore        |

## Elezioni

### Elezioni negli anni 2020
| Partito                    | Partito                                   | Candidato                  | Risultati 4 luglio 2024 | Risultati 4 luglio 2024 |
| Partito                    | Partito                                   | Candidato                  | Voti                    | %                       |
| -------------------------- | ----------------------------------------- | -------------------------- | ----------------------- | ----------------------- |
|                            | Conservatore                              | Christopher Chope          | 16 941                  | 35,79                   |
|                            | Lib Dem                                   | Mike Cox                   | 9 486                   | 20,04                   |
|                            | Reform UK                                 | Robin Adamson              | 8 961                   | 18,93                   |
|                            | Laburista                                 | Joanna Howard              | 7 762                   | 16,40                   |
|                            | Verdi                                     | Susan Graham               | 1 900                   | 4,01                    |
|                            | Indipendente                              | Simon McCormack            | 1 728                   | 3,65                    |
|                            | Animal Welfare                            | Sasha Jolliffe Yasawi      | 335                     | 0,71                    |
|                            | UKIP                                      | Steve Unwin                | 163                     | 0,34                    |
|                            | Social Democratico                        | Trevor Parsons             | 59                      | 0,12                    |
|                            |                                           |                            |                         |                         |
| Iscritti                   | Iscritti                                  | Iscritti                   | 71 064                  | 100,00                  |
| ↳ Votanti (% su iscritti)  | ↳ Votanti (% su iscritti)                 | ↳ Votanti (% su iscritti)  | 47 335                  | 66,61                   |
| ↳ Astenuti (% su iscritti) | ↳ Astenuti (% su iscritti)                | ↳ Astenuti (% su iscritti) | 23 729                  | 33,39                   |
|                            |                                           |                            |                         |                         |
|                            | Esito: collegio confermato a Conservatore |                            |                         |                         |

### Elezioni negli anni 2010
| Partito                    | Partito                                   | Candidato                  | Risultati 12 dicembre 2019 | Risultati 12 dicembre 2019 |
| Partito                    | Partito                                   | Candidato                  | Voti                       | %                          |
| -------------------------- | ----------------------------------------- | -------------------------- | -------------------------- | -------------------------- |
|                            | Conservatore                              | Christopher Chope          | 33 894                     | 65,24                      |
|                            | Lib Dem                                   | Michael Cox                | 9 277                      | 17,86                      |
|                            | Laburista                                 | Andrew Dunne               | 6 568                      | 12,64                      |
|                            | Verdi                                     | Chris Rigby                | 2 212                      | 4,26                       |
|                            |                                           |                            |                            |                            |
| Iscritti                   | Iscritti                                  | Iscritti                   | 71 520                     | 100,00                     |
| ↳ Votanti (% su iscritti)  | ↳ Votanti (% su iscritti)                 | ↳ Votanti (% su iscritti)  | 52 249                     | 73,06                      |
| ↳ Astenuti (% su iscritti) | ↳ Astenuti (% su iscritti)                | ↳ Astenuti (% su iscritti) | 19 271                     | 26,94                      |
|                            |                                           |                            |                            |                            |
|                            | Esito: collegio confermato a Conservatore |                            |                            |                            |

| Partito                    | Partito                                   | Candidato                  | Risultati 8 giugno 2017 | Risultati 8 giugno 2017 |
| Partito                    | Partito                                   | Candidato                  | Voti                    | %                       |
| -------------------------- | ----------------------------------------- | -------------------------- | ----------------------- | ----------------------- |
|                            | Conservatore                              | Christopher Chope          | 35 230                  | 69,58                   |
|                            | Laburista                                 | Patrick Canavan            | 10 059                  | 19,87                   |
|                            | Lib Dem                                   | Michael Cox                | 4 020                   | 7,94                    |
|                            | Verdi                                     | Chris Rigby                | 1 324                   | 2,61                    |
|                            |                                           |                            |                         |                         |
| Iscritti                   | Iscritti                                  | Iscritti                   | 70 323                  | 100,00                  |
| ↳ Votanti (% su iscritti)  | ↳ Votanti (% su iscritti)                 | ↳ Votanti (% su iscritti)  | 50 633                  | 72,00                   |
| ↳ Astenuti (% su iscritti) | ↳ Astenuti (% su iscritti)                | ↳ Astenuti (% su iscritti) | 19 690                  | 28,00                   |
|                            |                                           |                            |                         |                         |
|                            | Esito: collegio confermato a Conservatore |                            |                         |                         |

| Partito                    | Partito                                   | Candidato                  | Risultati 7 maggio 2015 | Risultati 7 maggio 2015 |
| Partito                    | Partito                                   | Candidato                  | Voti                    | %                       |
| -------------------------- | ----------------------------------------- | -------------------------- | ----------------------- | ----------------------- |
|                            | Conservatore                              | Christopher Chope          | 28 887                  | 58,11                   |
|                            | UKIP                                      | Robin Grey                 | 10 663                  | 21,45                   |
|                            | Laburista                                 | Andrew Satherley           | 4 745                   | 9,55                    |
|                            | Lib Dem                                   | Andy Canning               | 3 263                   | 6,56                    |
|                            | Verdi                                     | Shona Dunn                 | 2 149                   | 4,32                    |
|                            |                                           |                            |                         |                         |
| Iscritti                   | Iscritti                                  | Iscritti                   | 69 326                  | 100,00                  |
| ↳ Votanti (% su iscritti)  | ↳ Votanti (% su iscritti)                 | ↳ Votanti (% su iscritti)  | 49 707                  | 71,70                   |
| ↳ Astenuti (% su iscritti) | ↳ Astenuti (% su iscritti)                | ↳ Astenuti (% su iscritti) | 19 619                  | 28,30                   |
|                            |                                           |                            |                         |                         |
|                            | Esito: collegio confermato a Conservatore |                            |                         |                         |

| Partito                    | Partito                                   | Candidato                  | Risultati 6 maggio 2010 | Risultati 6 maggio 2010 |
| Partito                    | Partito                                   | Candidato                  | Voti                    | %                       |
| -------------------------- | ----------------------------------------- | -------------------------- | ----------------------- | ----------------------- |
|                            | Conservatore                              | Christopher Chope          | 27 888                  | 56,44                   |
|                            | Lib Dem                                   | Martyn Hurll               | 12 478                  | 25,25                   |
|                            | Laburista                                 | Robert Deeks               | 4 849                   | 9,81                    |
|                            | UKIP                                      | David Williams             | 4 201                   | 8,50                    |
|                            |                                           |                            |                         |                         |
| Iscritti                   | Iscritti                                  | Iscritti                   | 68 824                  | 100,00                  |
| ↳ Votanti (% su iscritti)  | ↳ Votanti (% su iscritti)                 | ↳ Votanti (% su iscritti)  | 49 416                  | 71,80                   |
| ↳ Astenuti (% su iscritti) | ↳ Astenuti (% su iscritti)                | ↳ Astenuti (% su iscritti) | 19 408                  | 28,20                   |
|                            |                                           |                            |                         |                         |
|                            | Esito: collegio confermato a Conservatore |                            |                         |                         |

### Elezioni negli anni 2000
| Partito                    | Partito                                   | Candidato                  | Risultati 5 maggio 2005 | Risultati 5 maggio 2005 |
| Partito                    | Partito                                   | Candidato                  | Voti                    | %                       |
| -------------------------- | ----------------------------------------- | -------------------------- | ----------------------- | ----------------------- |
|                            | Conservatore                              | Christopher Chope          | 28 208                  | 54,70                   |
|                            | Lib Dem                                   | Leslie Coman               | 12 649                  | 24,53                   |
|                            | Laburista                                 | Jim King                   | 8 051                   | 15,61                   |
|                            | UKIP                                      | David Hughes               | 2 657                   | 5,15                    |
|                            |                                           |                            |                         |                         |
| Iscritti                   | Iscritti                                  | Iscritti                   | 74 087                  | 100,00                  |
| ↳ Votanti (% su iscritti)  | ↳ Votanti (% su iscritti)                 | ↳ Votanti (% su iscritti)  | 51 565                  | 69,60                   |
| ↳ Astenuti (% su iscritti) | ↳ Astenuti (% su iscritti)                | ↳ Astenuti (% su iscritti) | 22 522                  | 30,40                   |
|                            |                                           |                            |                         |                         |
|                            | Esito: collegio confermato a Conservatore |                            |                         |                         |

| Partito                    | Partito                                   | Candidato                  | Risultati 7 giugno 2001 | Risultati 7 giugno 2001 |
| Partito                    | Partito                                   | Candidato                  | Voti                    | %                       |
| -------------------------- | ----------------------------------------- | -------------------------- | ----------------------- | ----------------------- |
|                            | Conservatore                              | Christopher Chope          | 27 306                  | 55,09                   |
|                            | Lib Dem                                   | Dorothy Webb               | 13 762                  | 27,76                   |
|                            | Laburista                                 | Judith Begg                | 7 506                   | 15,14                   |
|                            | UKIP                                      | Margaret Strange           | 993                     | 2,00                    |
|                            |                                           |                            |                         |                         |
| Iscritti                   | Iscritti                                  | Iscritti                   | 73 432                  | 100,00                  |
| ↳ Votanti (% su iscritti)  | ↳ Votanti (% su iscritti)                 | ↳ Votanti (% su iscritti)  | 49 567                  | 67,50                   |
| ↳ Astenuti (% su iscritti) | ↳ Astenuti (% su iscritti)                | ↳ Astenuti (% su iscritti) | 23 865                  | 32,50                   |
|                            |                                           |                            |                         |                         |
|                            | Esito: collegio confermato a Conservatore |                            |                         |                         |

## Risultati dei referendum

### Referendum sulla permanenza del Regno Unito nell'Unione europea del 2016
|             | Collegio     | Lasciare UE % | Rimanere in UE % |
| ----------- | ------------ | ------------- | ---------------- |
|             | Christchurch | 59,8%         | 40,2%            |
| Inghilterra | 53,3%        | 46,7%         |                  |
| Regno Unito | 51,9%        | 48,1%         |                  |